# Ева Пускарчикова
Ева Пускарчикова (чеськ. Eva Puskarčíková; нар. 3 січня 1991, Гаррахов, Чехія) — чеська біатлоністка, срібна призерка зимової Універсіади, срібна призерка чемпіонату Європи з біатлону, переможниця та призерка етапів Кубка світу з біатлону, учасниця чемпіонатів світу та Олімпійських ігор.

## Виступи на Олімпійських іграх
| Рік  | Місце проведення | Інд | Спр | Пр | МС | Ест | ЗЕ |
| 2014 | Сочі             | 22  | 45  | 42 | -  | 3   | -  |

## Виступи на чемпіонатах світу
| Рік  | Місце проведення | Інд | Спр | Пр | МС | Ест | ЗМ |
| 2015 | Контіолагті      | 24  | 74  | -  | -  | 8   | -  |

## Виступи на чемпіонатах Європи
| Рік  | Міце проведення | Інд | Спр | Пр | МС | Ест |
| 2013 | Банско          | 16  | 29  | 25 | -  | 2   |

## Виступи на Чемпіонатах світу серед юніорів
| Рік  | Місце проведення     | ІН | СП | ПЕ | ЕС |
| ---- | -------------------- | -- | -- | -- | -- |
| 2011 | Нове Место-на-Мораві | 62 | 23 | 15 | 9  |
| 2012 | Контіолагті          | 26 | 31 | 30 | 12 |

## Кар'єра в Кубку світу
- Дебют в кубку світу — 4 січня 2012 року в естафеті в Обергофі — 11 місце.
- Перше попадання в залікову зону — 6 грудня 2013 року в спринті в Гохфільцені — 38 місце.
- Перший подіум — 13 грудня 2014 року в естафеті в Гохфільцені — 3 місце.
- Перша перемога — 7 січня 2015 року в естафеті в Обергофі — 1 місце.

Ева дебютувала в кубках світу у 2012 році. В сезоні 2011/2012 вона вийшла лише на один старт на 4 етапі Кубка світу, що проходив в Обергофі. Тоді Ева разом з колегами по команді зайняла 11 місце в естафетній гонці.
У сезоні 2013/2014 Пускарчикова стартувала на 8 етапах із 9. Однак досить непогано їй вдалося провести лише початок сезону. Попри не високі результати, вона була включена до складу збірної, яка представляла Чехію на Олімпійських іграх. У Сочі спортсменка взяла участь в 3 особистих гонках, показавши найкращий результат в індивідуальній гонці - 22 місце. Протягом сезону Еві вдалося здобути залікові бали лише в 7 гонках, такий здобуток дозволив їй посісти 66 сходинку в загальному заліку сезону.

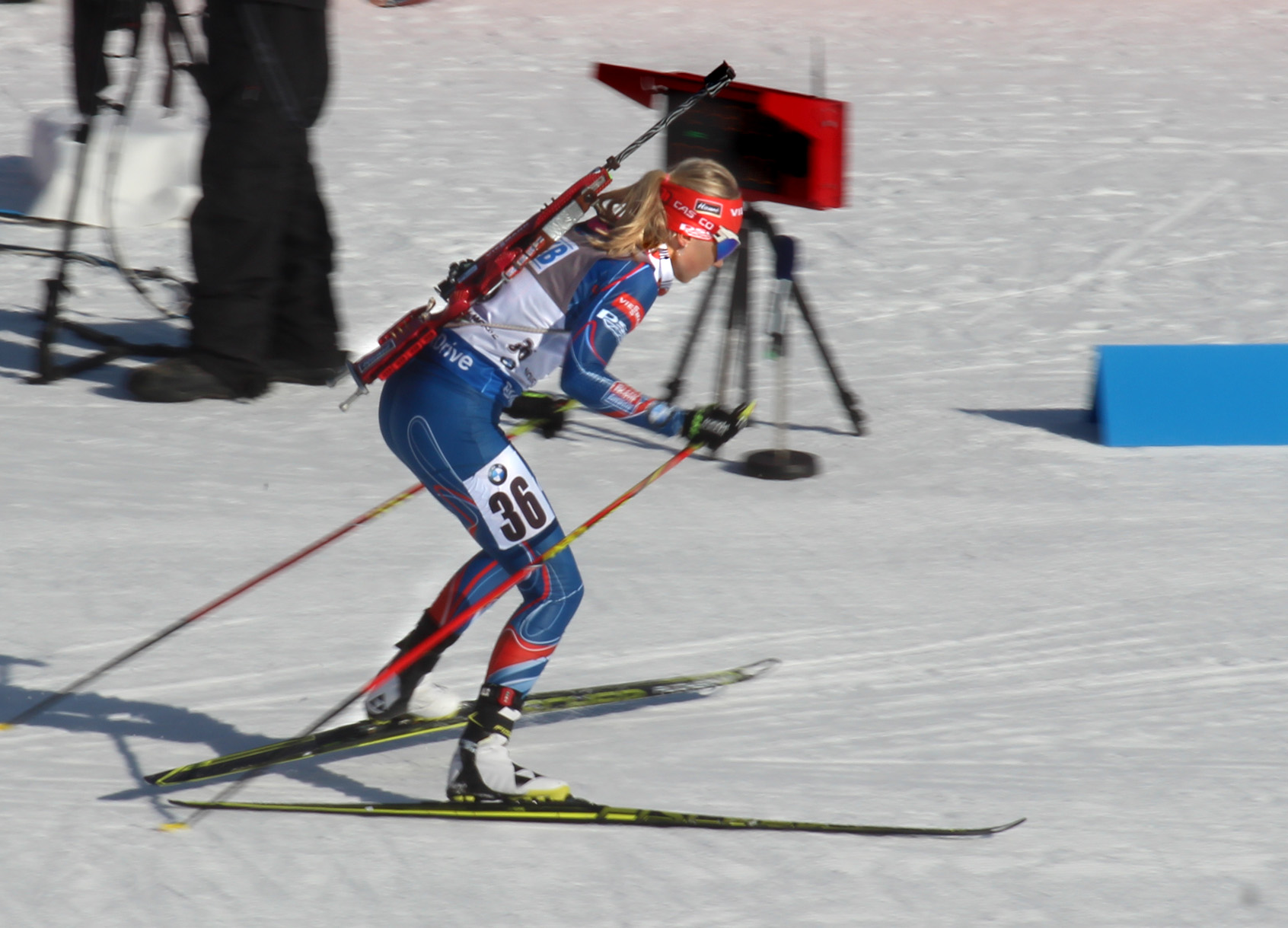
Ева Пускарчикова в спринті на 7 етапі в Новом-Мєсті на Мораві.

Сезон 2014/2015 став третім у спортивній кар'єрі Пускарчикової і його вона провела досить непогано. Вже на 2 етапі сезону, що проходив в австрійському Гохфільцені, вона виборола свою першу нагороду - бронзу у естафетній гонці, а через місяць на 4 етапі в Обергофі вона здобула свою першу перемогу, знову таки в естафетній гонці. Заголом протягом сезону Пускарчиковій разом з колегами по естафетній збірній вдалося завоювати 5 подіумів і в підсумку вибороти малий кришталевий глобус в заліку естафетних гонок. Єдиним невдалим стартом сезону став виступ на чемпіонаті світу в Контіолагті, де чеська естафетна збірна посіла лише восьме місце, хоча вважалася головним претендентом на перемогу. Найкращим особисти досягненням у сезоні стало 13 місце в спринті на заключному етапі Кубка світу, що проходив в російському Ханти-Мансійську. Загалом протягом сезону Еві вдалося набрати 232 бали та посісти 33 місце в загальному заліку, це тратій показник у жіночій збірній Чехії після результатів Вероніки Віткової (4 місце) та Габріели Соукалової (6 місце).

## Список призових місць на етапах Кубка світу
За свою  кар'єру виступів на етапах Кубка світу з біатлону Ева 5 разів підіймалася на подіум пошани, з них 3 рази на найвищу сходинку. Всі свої подіуми Ева виборола у естафетних гонках. 
| № | Позиція | Дисципліна | Етап        | Місце проведення |
| - | ------- | ---------- | ----------- | ---------------- |
| 1 | 1       | естафета   | 2014/15 - 4 | Обергоф          |
| 2 | 1       | естафета   | 2014/15 - 5 | Рупольдинг       |
| 3 | 1       | естафета   | 2014/15 - 8 | Осло             |

| №  | Позиція | Дисципліна | Етап        | Місце проведення |
| -- | ------- | ---------- | ----------- | ---------------- |
| 16 | 2       | естафета   | 2014/15 - 6 | Антхольц         |
| 17 | 3       | естафета   | 2014/15 - 2 | Гохфільцен       |

## Загальний залік в Кубку світу
- 2013-2014 — 65-е місце (45 очок)
- 2014-2015 — 33-е місце (232 очки)

## Статистика стрільби
| № п/п | Сезон     | Загальна        | Індивідуальна гонка | Спринт         | Гонка переслідування | Мас-старт     | Естафета      |
| ----- | --------- | --------------- | ------------------- | -------------- | -------------------- | ------------- | ------------- |
| 1     | 2011-2012 | 90,9% (10/11)   | 0,0% (0/0)          | 0,0% (0/0)     | 0,0% (0/0)           | 0,0% (0/0)    | 90,9% (10/11) |
| 2     | 2013-2014 | 85,2% (219/257) | 87,5% (35/40)       | 81,1% (73/90)  | 88,8% (71/80)        | 0,0% (0/0)    | 85,1% (40/47) |
| 3     | 2014-2015 | 82,7% (283/342) | 85,0% (51/60)       | 77,0% (77/100) | 86,3% (69/80)        | 80,0% (16/20) | 85,4% (70/82) |